# Hubert Rohracher
Hubert Rohracher (Lienz, 24 aprile 1903 – Kitzbühel, 18 dicembre 1972) è stato uno psicologo austriaco.
Hubert Rohracher è stato uno studioso che ideò la scienza che oggi prende il nome di caratterologia. Egli intendeva capire la natura di un individuo osservando i movimenti del corpo. Infatti, secondo Rohracher, un individuo per ogni accezione umorale ha una corrispondenza gestuale.
La caratterologia è parallela alla psicologia, solo che, mentre questa studia gli aspetti interiori, la prima si occupa di quelli esteriori.
Hubert Rohracher suddivide tutti gli uomini in due grandi categorie:
- i cosiddetti primari: artisti, intuitivi, emotivi, poeti, estroversi, fantasiosi, portati per il sentimento
- i secondari: matematici, scientifici, deduttivi, ordinati, logici, precisi, portati per le materie scientifiche.

A loro volta, i primari e i secondari si dividono in attivo e passivo. In genere, i difetti maggiori stanno nella passività.
Ma, secondo Hubert Rohracher, nessuno è migliore dell'altro, dato che i primari hanno alcune caratteristiche che non possiedono i secondari e viceversa, ed è per questo che non possono essere messi a confronto e dunque sono da considerarsi alla pari.